# Aleksandar Mlađen
Aleksandar Mlađen (2 settembre 2001) è un giocatore di football americano serbo, che gioca nel ruolo di runningback per i Beograd Vukovi.